# Sten Dahlström

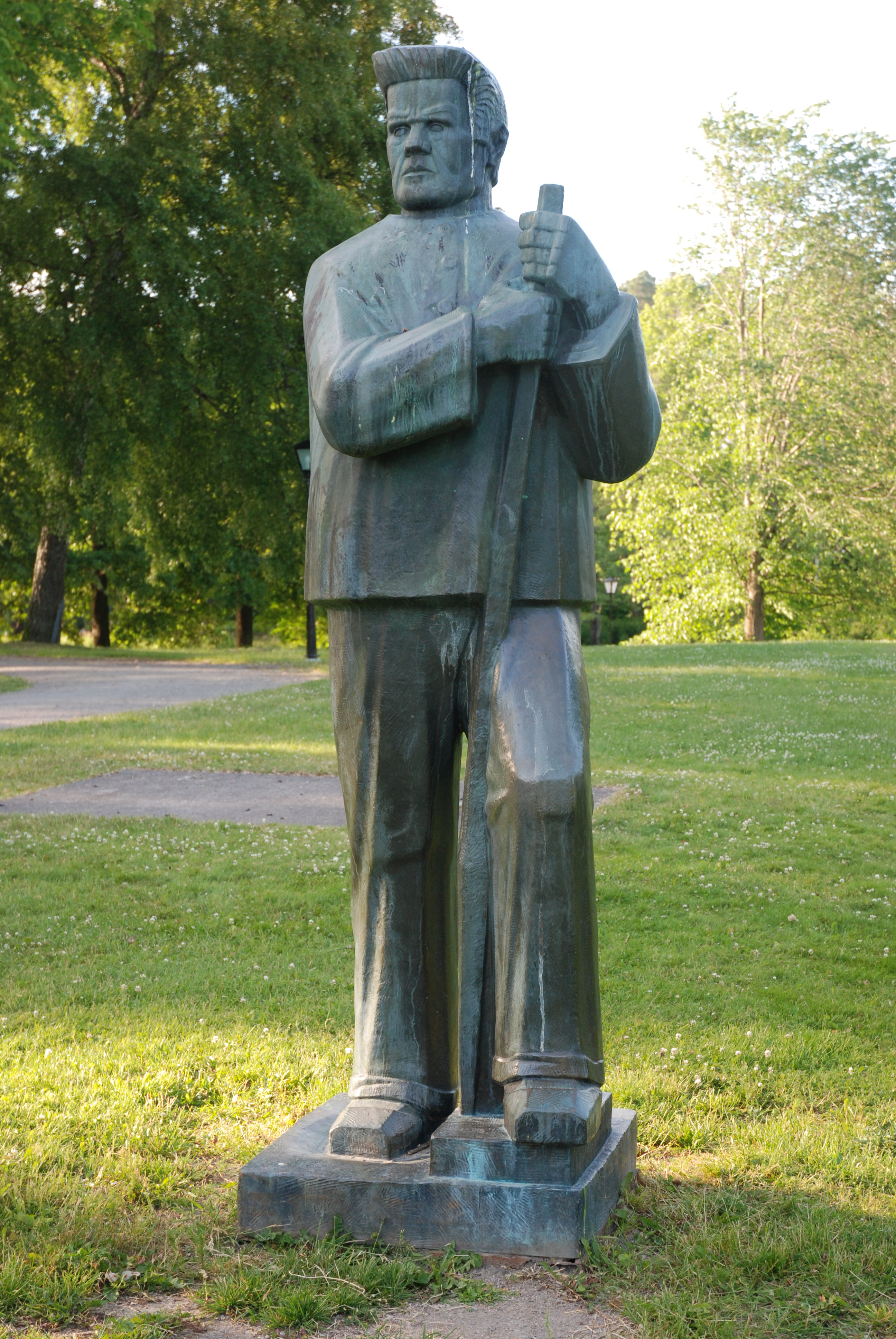
Smältsmeden i Finspång

Sten Oskar Eugén Dahlström, född 28 juli 1899 i Borgviks församling, Värmlands län, död 10 september 1967 i Åby, Kvillinge församling, Östergötlands län,var en svensk målare och skulptör.

## Biografi
Sten Dahlström växte upp i Finspång, där han delade ambitionen att bli konstnär med vännen Gunnar Nilsson. Han utbildade sig vid Konstakademien i Stockholm, i Paris och i USA. Dahlström finns representerad på Norrköpings konstmuseum.

## Offentliga verk i urval
- Lekande barn, brons, Östermalm i Finspång
- Smältsmeden (1965), brons, Bruksparken i Finspång